# W objęciach węża
W objęciach węża (hiszp. El abrazo de la serpiente) – kolumbijski dramat przygodowy z 2015 roku, zrealizowany w koprodukcji z Argentyną i Wenezuelą, w reżyserii Ciro Guerry. Ekranizacja wspomnień Theodora Koch-Grunberga i Richarda Evansa Schultesa.
Film został wyselekcjonowany jako oficjalny kandydat Kolumbii do Oscara za najlepszy film nieanglojęzyczny podczas 88. ceremonii wręczenia Oscarów. 14 stycznia 2016 film nominację uzyskał.

## Premiera
Światowa premiera filmu mała miejsce 15 maja 2015 w ramach sekcji Quinzaine des Réalisateurs podczas 68. MFF w Cannes, gdzie film otrzymał nagrodę główna przeglądu - Art Cinema Award.
Polska premiera filmu miała miejsce 22 lipca 2015 w ramach 15. MFF Nowe Horyzonty we Wrocławiu. Do ogólnopolskiej dystrybucji obraz wszedł 13 listopada 2015.

## Obsada
- Nilbio Torres jako Młody Karamakate
- Antonio Bolívar jako Stary Karamakate
- Jan Bijvoet jako Theo
- Brionne Davis jako Evan
- Luigi Sciamanna jako Gaspar
- Yauenkü Migue jako Manduca
- Nicolás Cancino jako Anizetto

i inni

## Nagrody i nominacje
88. ceremonia wręczenia Oscarów
- nominacja: najlepszy film nieanglojęzyczny (Kolumbia)

68. Międzynarodowy Festiwal Filmowy w Cannes
- nagroda: Art Cinema Award − Ciro Guerra

31. ceremonia wręczenia Independent Spirit Awards
- nominacja: najlepszy film zagraniczny (Kolumbia) − Ciro Guerra